# Buffonellodes laevigata
Buffonellodes laevigata är en mossdjursart som först beskrevs av Campbell Easter Waters 1889.  Buffonellodes laevigata ingår i släktet Buffonellodes och familjen Buffonellodidae. Inga underarter finns listade i Catalogue of Life.